# Старий Гералтув
Старий Гералтув (пол. Stary Gierałtów, нім. Alt Gersdorf) — село в Польщі, у гміні Строни-Шльонські Клодзького повіту Нижньосілезького воєводства.
Населення — 321 особа (2011).
У 1975-1998 роках село належало до Валбжиського воєводства.

## Демографія
Демографічна структура станом на 31 березня 2011 року:
|          | Загалом | Допрацездатний вік | Працездатний вік | Постпрацездатний вік |
| -------- | ------- | ------------------ | ---------------- | -------------------- |
| Чоловіки | 166     | 29                 | 123              | 14                   |
| Жінки    | 155     | 24                 | 102              | 29                   |
| Разом    | 321     | 53                 | 225              | 43                   |